# Umberto Orsini (wielrenner)
Umberto Orsini (Empoli, 6 december 1994) is een Italiaans voormalig wielrenner.

## Carrière
Als junior won Orsini in 2012 de Trofeo Città di Loano en het nationale kampioenschap op de weg en werd hij onder meer derde in het eindklassement van de Ronde van Lunigiana.
Na in 2017 stage te hebben gelopen bij de ploeg werd Orsini in 2018 prof bij Bardiani CSF. In zijn eerste seizoen reed hij onder meer de Ronde van de Alpen en de Ronde van Lombardije, die hij beide niet uitreed. In zijn tweede seizoen bij de ploeg mocht hij deelnemen aan de Ronde van Italië, maar in de negende etappe kwam hij niet meer aan de start.

## Overwinningen
2012
Trofeo Città di Loano
 Italiaans kampioen op de weg, Junioren
2016
GP Ezio del Rosso

## Resultaten in voornaamste wedstrijden
| Jaar | Ronde van Italië | Ronde van Frankrijk | Ronde van Spanje |
| ---- | ---------------- | ------------------- | ---------------- |
| 2018 |                  |                     |                  |
| 2019 | opgave           |                     |                  |

| Jaar | Milaan-San Remo | Ronde van Lombardije |
| ---- | --------------- | -------------------- |
| 2018 |                 | opgave               |
| 2019 | 143e            | 103e                 |

## Ploegen
- 2017 –  Bardiani CSF (stagiair vanaf 28-7)
- 2018 –  Bardiani CSF
- 2019 –  Bardiani CSF
- 2020 –  Bardiani-CSF-Faizanè

Albanese · Andreetta · Barbin · Boem · Bresciani · Ciccone · Maestri · Maronese · Pacinotti · Pirazzi · Rota · Ruffoni · Simion · Sterbini · Tonelli · Velasco · Wackermann · Zardini · Fortunato (stagiair) · Orsini (stagiair)
Albanese · Andreetta · Barbin · Bresciani · Carboni · Ciccone · Guardini · Maestri · Maronese · Orsini · Rota · Savini · Senni · Simion · Sterbini · Tonelli · Wackermann
Albanese · Barbin · Bresciani · Carboni · Covili · Guardini · Maestri · Maronese · Orsini · Pessot · Romano · Rota · Savini · Senni · Simion · Tonelli · Wackermann